# Litschau
Litschau är en stadskommun i distriktet Gmünd i förbundslandet Niederösterreich i Österrike. Den gränsar i väster till Tjeckien.
Kommunen har 2 106 invånare (2024).
Kommunen består av elva orter (Ortschaften) (inom parentes invånarantal 1 januari 2024):

- Gopprechts (154)
- Hörmanns bei Litschau (91)
- Josefsthal (0)
- Litschau (1 282)
- Loimanns (134)
- Reichenbach (39)
- Reitzenschlag (134)
- Saaß (48)
- Schandachen (79)
- Schlag (68)
- Schönau bei Litschau (77)